# Juan Carlos Vera
Juan Carlos Gasko Vera Pró (Madrid, 16 de enero de 1955) es un abogado y político español, diputado por Madrid en el Congreso durante la V, VI, VII, VIII, IX, X, XI y XII legislaturas.

## Biografía
Licenciado en Derecho por la Universidad Autónoma de Madrid, ejerce como abogado del Ilustre Colegio de Madrid. Afiliado al Partido Popular, ha sido secretario del Comité Nacional de Derechos y Garantías, coordinador de Organización y vocal del Comité Ejecutivo Nacional del partido. Es también secretario general de la Gestora de Madrid. En junio de 1993 fue elegido diputado por Madrid y desde entonces ha formado parte del Congreso de los Diputados.
Fue nombrado secretario general de la gestora, presidida por Cristina Cifuentes, tras la renuncia de Esperanza Aguirre. En febrero de 2017 asume la presidencia interina del partido hasta la celebración del XVI Congreso del PP madrileño. Deja el cargo en marzo tras ser Cristina Cifuentes elegida presidenta por el 93% de los votos.
El 28 de mayo de 2018 es reelegido para el cargo de secretario general del Partido Popular de la Comunidad de Madrid tras la dimisión de Cristina Cifuentes, en la nueva dirección encabezada por Pío García-Escudero, hasta la celebración de un Congreso regional tras las elecciones autonómicas y municipales de 2019. 